# Pareiorhaphis hypselurus
Pareiorhaphis hypselurus är en fiskart som först beskrevs av Pereira och Roberto Esser dos Reis 2002.  Pareiorhaphis hypselurus ingår i släktet Pareiorhaphis och familjen Loricariidae. Inga underarter finns listade i Catalogue of Life.